# Takamacu

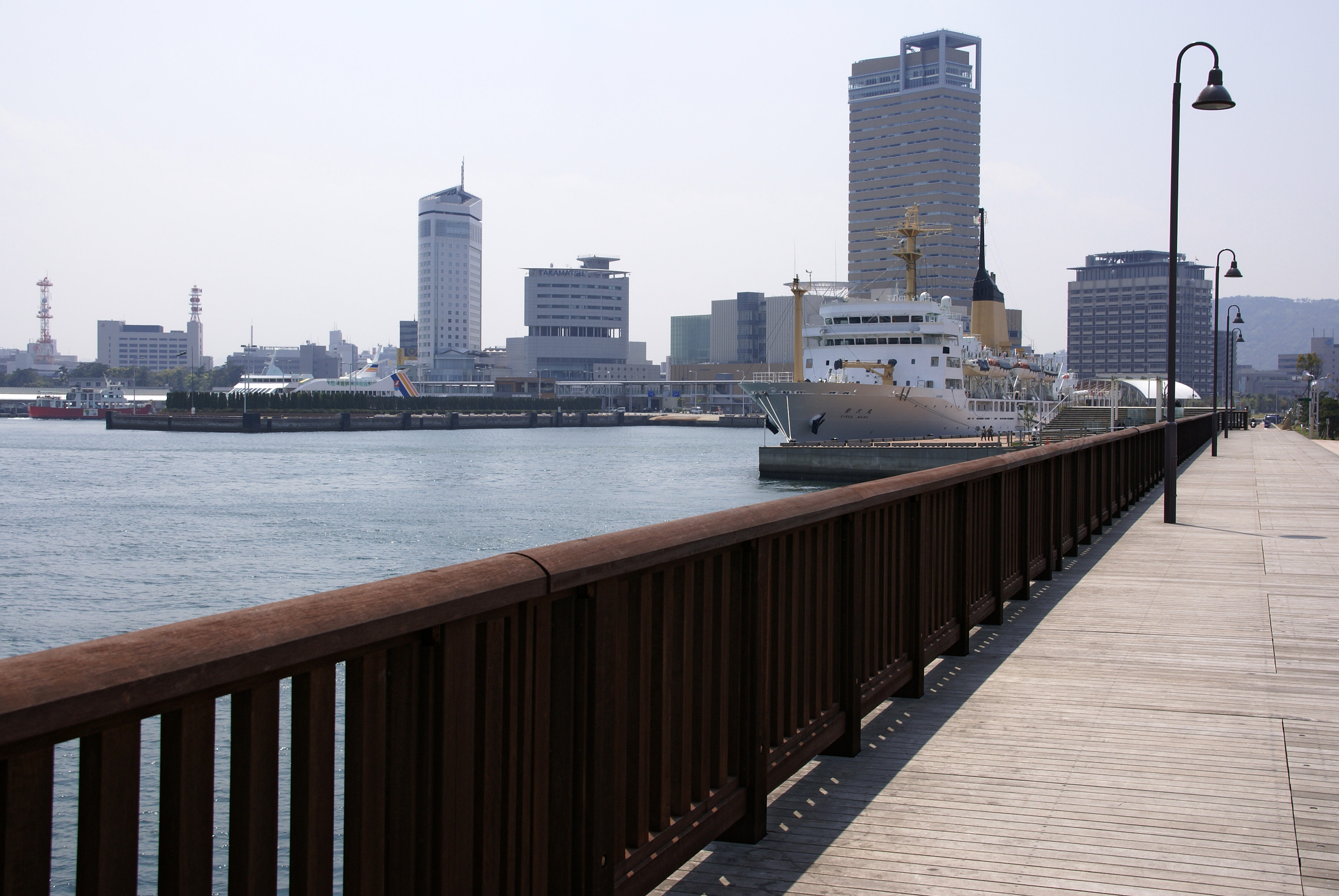
Přístav Takamacu

Takamacu (japonsky: 高松市; Takamacu-ši) je hlavní město prefektury Kagawa na severu ostrova Šikoku v Japonsku. Takamacu leží na břehu Vnitřního moře. Historický název města je Jašima (屋島).
K 1. únoru 2006 mělo podle odhadu město 418 242 obyvatel a hustotu osídlení 1115 ob./km². Celková rozloha města je 375,09 km².
Město bylo oficiálně založeno 15. února 1890. Je politickým a ekonomickým centrem oblasti už od období Edo, kdy rod Macudaira udělal z Takamacu hlavní město svého panství.
Hlavní turistickou atrakcí města je překrásná zahrada Ricurin-kóen založená v polovině 17. století.
Přibližně patnáct kilometrů jihozápadně od centra leží letiště Takamacu.

## Partnerská města
- St. Petersburg, Spojené státy americké
- Tours, Francie
- Nan-čchang, Čína